# 汉代方言
汉代方言汉朝作为秦之后大一统的国家，汉语方言真正实现了逐步的融合与分化。通过古人留下来的语言材料，结合史书与现在的方言，从中稍能可见一斑。汉代扬雄的《方言》、许慎《说文》及王逸、郑玄、何休、高诱等人的经籍传注中的方言材料为我们提供了相当多的汉代方言资料及其地理分布。
西汉杨雄的《方言》是目前世界上最早的一部方言词汇辞典，对不同区域的方言词语进行了精细的辨析比较。他注意到语言在时间上的变化和空间地域上的转移，在《方言》中已经提出了当时汉语方言的分区问题，比较准确地描绘出了汉代汉语方言词汇的地理分布。由于杨雄在《方言》中奠定了较好的基础，后世的学者可以运用方言地理学的一般方法，依据《方言》中各个方言词汇的地理分布情况，结合古籍中有关语言的材料，作进一步的研究，从而比较可信地划分出汉代汉语方言分区的大致轮廓。

## 划分
依据《方言》进行汉代方言分区研究的工作，始于林语堂，他提出前汉方言十四系之说，之后主要的区划论说相继有罗长培、周祖谟的七区说；李恕豪、刘君惠的十二区说；美国语言学家司礼仪的六区说；丁启阵的八区说等。日本学者松江崇试图以《方言》为依据阐明汉代方言中的同言线；此外，周振鹤、游汝杰也曾对汉代方言区划进行拟测。

### 林语堂十四系
林语堂《西汉方音区域考》十四系：
1. 秦晋；
2. 梁及楚之西部；
3. 赵魏自河以北（燕代之南并入此系）；
4. 宋卫及魏之一部（与第10系最近）；
5. 郑韩周自为一系；
6. 齐鲁，而鲁亦近第4系；
7. 燕代；
8. 燕代北鄙朝鲜洌水；
9. 东齐海岱之间淮泗（亦名青徐） （杂入夷语）；
10. 陈汝颍江淮（楚） （荆楚亦可另分为一系）；
11. 南楚自为一系（杂入蛮语）；
12. 吴扬越为一系而扬尤近淮楚；
13. 西秦为一系（杂入羌语）；
14. 秦晋北鄙为一系（杂入狄语）。

### 罗常培、 周祖谟七大区
罗常培、 周祖谟先生在《汉魏晋南北朝韵部演变研究》中把当时的汉语方言分为七大区 ：
1. 秦晋、陇冀、梁益；
2. 周郑韩、赵魏、宋卫；
3. 齐鲁、东齐、青徐；
4. 燕代、晋之北鄙、燕之北鄙；
5. 陈楚江淮之间；
6. 南楚；
7. 吴越。

### 司礼仪六个大区
美国语言学家司礼仪在《汉代的汉语方言》中将汉代方言分为六个大区， 每个大区下面还可以分为若干个小区：
1. 西部诸方言：秦和秦晋、梁益、西南、关西；
2. 中部诸方言：
  1. 西组：周郑洛韩
  2. 东组：宋— —卫（梁）——鲁、齐魏；
3. 北部及东北诸方言：燕、燕代北燕、朝鲜洌水、晋和赵；
4. 东部诸方言：东齐、海岱、徐、淮；
5. 东南诸方言：吴、扬、越、瓯；
6. 南部诸方言：
  1. 楚、陈楚、汝颍
  2. 楚淮、江淮
  3. 南楚、荆、湘沅、江沅、江澧。

### 李恕豪、刘君惠十二区
李恕豪、刘君惠先生在前人研究的基础上，参考其他材料以及各地的人文历史情况，划分出了汉代方言十二区，分别是：
1. 秦晋；
2. 周韩郑；
3. 赵魏；
4. 宋卫；
5. 齐鲁；
6. 东齐海岱；
7. 燕代；
8. 北燕朝鲜；
9. 楚；
10. 南楚；
11. 南楚之外；
12. 吴越。

### 丁启阵八大方言区
丁启阵先生在《秦汉方言》中对《方言》中所有地名组合进行统计，共得 303 种，根据点阵密度确定方言区，得出八个方言代表点并以之划分出八大方言区：
1. 燕朝方言；
2. 赵魏方言；
3. 海岱方言；
4. 周洛方言；
5. 吴越方言；
6. 楚方言；
7. 秦晋方言；
8. 蜀汉方言。